# فرودگاه کنگتونگ
فرودگاه کنگتونگ (به انگلیسی: Kengtung Airport) یک فرودگاه با کد یاتا KET است که یک باند فرود آسفالت دارد و طول باند آن ۲۳۸۲ متر است. این فرودگاه در کشور میانمار قرار دارد و در ارتفاع ۲۳۸۲ متری از سطح دریا واقع شده است.

## شرکت‌های هواپیمایی و مقصدهای پروازی
| شرکت‌های هواپیمایی         | مقصدهای پروازی | Route    |
| ------------------------- | -------------- | -------- |
| Myanmar National Airlines | هه‌هو، ماندالای | Domestic |
| Golden Myanmar Airlines   | ماندالای       | Domestic |